# Arna perplexa
Arna perplexa är en fjärilsart som beskrevs av Swinhoe 1903. Arna perplexa ingår i släktet Arna och familjen tofsspinnare. Inga underarter finns listade i Catalogue of Life.